# Spongodes kuekenthali
Spongodes kuekenthali är en korallart som först beskrevs av Thomson och Mackinnon 1910.  Spongodes kuekenthali ingår i släktet Spongodes och familjen Nephtheidae. Inga underarter finns listade i Catalogue of Life.